# Fu Mingxia
Fu Mingxia (chinesisch 伏明霞, Pinyin Fú Míngxiá, * 16. August 1978 in Wuhan) ist eine ehemalige chinesische Wasserspringerin. Sie gewann je zwei Goldmedaillen im Kunstspringen und im Turmspringen.
Ihr Vater brachte ihr sehr früh das Schwimmen bei, mit fünf Jahren begann sie zu turnen, wechselte aber recht bald zum Wasserspringen. 1990 wechselte sie zum Training nach Peking zu Trainer Xu Yiming. Schon früh wurde sie bei internationalen Meisterschaften eingesetzt. 1991 wurde sie die jüngste Weltmeisterin im Wasserspringen, als sie in Perth Gold vom Turm gewann. Ein Jahr später wurde sie bei den Olympischen Spielen in Barcelona zur jüngsten Olympiasiegerin im Turmspringen und zur zweitjüngsten Olympiasiegerin überhaupt, nur die US-Amerikanerin Marjorie Gestring war 1936 jünger, als sie das Kunstspringen gewann.
Nach einem Weltmeistertitel 1994 in Hiroshima wurde sie bei den Olympischen Spielen 1996 in Atlanta Olympiasiegerin vom 3-Meter-Brett und vom Turm, die erste Doppelolympiasiegerin seit Ingrid Krämer 1960. Nach neun Jahren Training auf höchstem Niveau konzentrierte sie sich in den folgenden Jahren auf ihr Studium an der Tsinghua-Universität, aber 1999 kehrte sie zum Wasserspringen zurück. Bei den Olympischen Spielen 2000 gewann sie Gold vom 3-Meter-Brett, als erste Wasserspringerin überhaupt, hat sie bei drei Olympischen Spielen Gold gewonnen. 
2002 heiratete Fu Mingxia in Hongkong den Bankmanager Antony Leung und ein Jahr später wurde ihre Tochter geboren. Im Jahr 2005 wurde Fu Mingxia in die Ruhmeshalle des internationalen Schwimmsports aufgenommen.

## Erfolge
- 1990 Goodwill Games: 1. Platz Turmspringen
- 1990 Asienspiele: 3. Platz Turmspringen
- 1991 Schwimmweltmeisterschaften: 1. Platz Turmspringen
- 1992 Olympische Spiele: 1. Platz Turmspringen
- 1994 Schwimmweltmeisterschaften: 1. Platz Turmspringen
- 1994 Asienspiele: 2. Platz Kunstspringen
- 1996 Olympische Spiele: 1. Platz Kunstspringen
- 1996 Olympische Spiele: 1. Platz Turmspringen
- 1999 Universiade: 1. Platz Kunstspringen
- 1999 Universiade: 1. Platz Turmspringen
- 2000 Olympische Spiele: 1. Platz Kunstspringen
- 2000 Olympische Spiele: 2. Platz Synchronspringen vom 3-Meter-Brett zusammen mit Guo Jingjing